# K-os

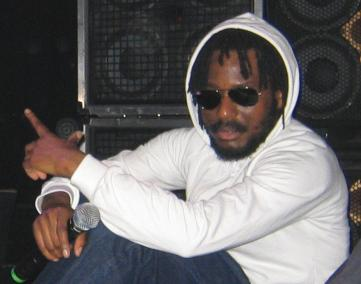
k-os (2004)

k-os (ausgesprochen: „Chaos“) (* 20. Februar 1972 als Kevin Brereton in Toronto) ist ein kanadischer Hip-Hop-Musiker. Sein Künstlername ist auch ein Akronym für „Knowledge of Self“.

## Leben
Kevin (auch „Kheaven“) Brereton wuchs gemeinsam mit seinem acht Jahre jüngeren Bruder Joshua als Sohn trinidadischer Eltern in Toronto auf. Prägend für seine Jugend war die Tatsache, dass seine Eltern den Zeugen Jehovas angehörten. Heute lebt er nach den Lehren Jiddu Krishnamurtis. Im Alter von acht Jahren beschloss Kevin Vegetarier zu werden.
Etwa mit zehn zog er mit seinen Eltern nach Trinidad, kehrte jedoch mit seiner Mutter vier Jahre später zurück nach Kanada, wo sie in Whitby lebten. In Ottawa besuchte er 1992 für ein Semester die Carleton University. Danach wechselte er auf die York University in Toronto, brach dort jedoch sein Studium ab, als 1993 seine erste Single „Musical Essence“ veröffentlicht wurde.
Mit der Veröffentlichung seiner zweiten Single „Rise Like the Sun“ 1996 erhielt k-os ein Angebot von BMG. Trotzdem kündigte er kurz darauf an, sich aus dem Musikgeschäft zurückziehen zu wollen.

Erst 1999 versuchte er sich mit mehreren Demotapes wieder bei diversen Plattenfirmen zu bewerben. Capitol Records boten ihm noch im selben Jahr einen Vertrag an. Dort veranlassten kleinere Streitfragen und Probleme den Besitzer EMI Group dazu, k-os zum Tochterlabel Astralwerks zu transferieren, an dem auch Virgin Records Anteile hält. Dort veröffentlichte er 2002 sein Debütalbum Exit. Den Titel wählte er, da das Album zugleich sein letztes sein sollte.
Trotzdem erschien 2004 der Nachfolger Joyful Rebellion, der die verschiedensten Musikstile vermischte, während der Vorgänger noch eher nach einer Mischung aus Alternative Hip-Hop und Reggae klang. 2006 wurde der Titel „The Love Song“ aus dem Album in einem Werbespot des Mobilfunkunternehmens Vodafone verwendet.

Im selben Jahr wurde k-os' drittes Album Atlantis: Hymns for Disco veröffentlicht. Auf diesem trat er erstmals hauptsächlich als Sänger in Erscheinung und experimentierte zusätzlich zu den bisherigen Stilen mit Rock ’n’ Roll. Wie auch seine vorherigen Werke wurde es überwiegend sehr positiv kritisiert.
Im April 2009 erschien das Album Yes!, welches bereits Anfang 2008 als SouL On Ice angekündigt worden war. 2013 folgte schließlich K-os' fünftes Studioalbum Black on Blonde.

## Musikstil
k-os' Musikstil setzt sich aus vielen Elementen wie Hip-Hop, Jazz, Reggae, Rock, Blues, Country, und Pop zusammen.
Künstler, die k-os in seiner Musik beeinflusst haben, sind unter anderem A Tribe Called Quest, The Fugees, Rakim, The Roots, Michael Jackson, The Beatles, Stevie Wonder, Chuck Berry, Jimi Hendrix, Bo Diddley, Bob Dylan und The Strokes.

## Auszeichnungen (Auswahl)
- 1995: Best Rap Video für „Musical Essence“ bei den MuchMusic Video Awards
- 2003: Album Design of the Year für Exit bei den Juno Awards
- 2003: International Album of the Year für Exit bei den Source Awards
- 2005: Nominierung in der Kategorie Best Dance Recording für „Get Yourself High“ (mit den Chemical Brothers) bei den Grammy Awards
- 2005: Rap Recording of the Year für Joyful Rebellion bei den Juno Awards
- 2005: Video of the Year für „B-Boy Stance“ bei den Juno Awards
- 2005: Best Pop Video für „Crabbuckit“ bei den Juno Awards
- 2005: Single of the Year für „Crabbuckit“ bei den MuchMusic Video Awards
- 2005: Best Rap Video für „Man I Used to Be“ bei den MuchMusic Video Awards

## Diskografie

### Alben
- 2002: Exit (Astralwerks)
- 2004: Joyful Rebellion (EMI Canada, CA: Platin)[6]
- 2006: Atlantis: Hymns for Disco (EMI Canada, CA: Platin)
- 2007: Collected (EMI Canada)
- 2009: Yes! (Universal[7])
- 2009: Yes! It's Yours[8]
- 2013: BLack On BLonde (Crown Loyalist/EMI)

### Singles
- 1993: Musical Essence
- 1996: Rise Like the Sun
- 2000: Top of the World von Rascalz feat. Barrington Levy und k-os (Global Warning)
- 2002: Heaven Only Knows (Exit)
- 2002: Superstarr Pt. Zero (Exit)
- 2003: Get Yourself High von The Chemical Brothers feat. k-os (Singles 93-03)
- 2004: Crabbuckit (Joyful Rebellion, CA: Platin)
- 2004: B-Boy Stance (Joyful Rebellion)
- 2004: Man I Used to Be (Joyful Rebellion, CA: Gold)
- 2004: The Love Song (Joyful Rebellion)
- 2005: Crucial (Joyful Rebellion)
- 2005: Dirty Water (mit Sam Roberts) (Joyful Rebellion)
- 2006: Electrik Heat – The Seekwill (Atlantis: Hymns for Disco)
- 2006: Sunday Morning (Atlantis: Hymns for Disco, CA: Gold)
- 2006: Flypaper (Atlantis: Hymns for Disco)
- 2007: Born to Run (Atlantis: Hymns for Disco)
- 2007: Equalizer (Atlantis: Hymns for Disco)
- 2009: 4 3 2 1 (Yes!)
- 2012: The Dog Is Mine
- 2022: I Wish I Knew Natalie Portman (CA: Gold)

### Videoalben
- 2005: Publicity Stunt (CA: Platin)